# Inferno (альбом Motörhead)
Inferno (с англ. — «Ад») — семнадцатый студийный альбом британской рок-группы Motörhead, выпущенный 22 июня 2004 года на немецком лейбле SPV GmbH. Первый студийный альбом группы, спродюсированный Камероном Веббом, с которым Motörhead работали вплоть до своего распада в 2015 году.

## Об альбоме
Альбом содержит как «тяжёлые» песни («Terminal Show» и «In the Name of Tragedy»), так и композиции, исполненные в рок-н-рольной манере («Killers», «Life’s a Bitch»). «Whorehouse Blues» — медленная акустическая композиция, в которой отражается тридцать лет существования группы. При её записи Фил Кэмпбелл и Микки Ди (ударник группы) исполнили свои партии на акустических гитарах, а Лемми — на губной гармонике.
В записи альбома принял участие гитарист-виртуоз Стив Вай, который записал партию гитары для песен «Terminal Show» и «Down On Me».
Композиция «In the Black» также вошла в саундтрек к игре Brütal Legend.

## Список композиций
Авторами всех песен являются Лемми, Фил Кэмпбелл и Микки Ди
| №   | Название                  | Длительность |
| --- | ------------------------- | ------------ |
| 1.  | «Terminal Show»           | 3:45         |
| 2.  | «Killers»                 | 4:14         |
| 3.  | «In the Name of Tragedy»  | 3:03         |
| 4.  | «Suicide»                 | 5:07         |
| 5.  | «Life's a Bitch»          | 4:13         |
| 6.  | «Down on Me»              | 4:12         |
| 7.  | «In the Black»            | 4:31         |
| 8.  | «Fight»                   | 3:42         |
| 9.  | «In the Year of the Wolf» | 4:17         |
| 10. | «Keys to the Kingdom»     | 4:46         |
| 11. | «Smiling Like a Killer»   | 2:44         |
| 12. | «Whorehouse Blues»        | 3:53         |

## Юбилейное издание
В ноябре 2005 года альбом был переиздан, в честь 30-летия группы. Помимо диска с самим альбомом, переиздание также содержало дополнительный DVD, включающий в себя:

### Live at Hammersmith Apollo
- Концертные записи, сделанные на концерте в Hammersmith Apollo, 16 июня 2005 года:

| №                   | Название                 | Оригинальный альбом | Длительность |
| ------------------- | ------------------------ | ------------------- | ------------ |
| 1.                  | «Killers»                | Inferno             | 6:15         |
| 2.                  | «Love for Sale»          | Snake Bite Love     | 5:25         |
| 3.                  | «Tragedy»                |                     | 3:22         |
| 4.                  | «(We Are) The Road Crew» | Ace of Spades       | 3:34         |
| 5.                  | «Bomber»                 | Bomber              | 3:59         |
| Общая длительность: | Общая длительность:      | Общая длительность: | 27:34        |

### The Guts and the Glory — The Motörhead Story
- Интервью с Лемми, Филом Кэмпбеллом, Микки Ди, Эдди Кларком и Филом Тейлором
  - Общая продолжительность — 64:00

### Whorehouse Blues
- Музыкальное видео — 4:30
- История создания — 17:05
  - Общая продолжительность — 21:35

### Про Джо Петано
- Общая продолжительность — 20:20

## Участники записи

### Motörhead
- Иэн Фрэйзер «Лемми» Килмистер — бас-гитара, вокал, губная гармоника в «Whorehouse Blues»
- Фил Кэмпбелл — соло-гитара, акустическая гитара в «Whorehouse Blues»
- Микки Ди — ударные, акустическая гитара в «Whorehouse Blues»

### А также
- Стив Вай — гитара в «Terminal Show» и «Down On Me»
- Кёртис Метьюсон — струнные в «Keys to the Kingdom»

## Позиции в чартах
| Год  | Чарт                        | Позиция |
| ---- | --------------------------- | ------- |
| 2004 | German Albums Chart         | 10      |
| 2004 | Sverigetopplistan           | 34      |
| 2004 | Suomen virallinen lista     | 17      |
| 2004 | French Albums Chart         | 58      |
| 2004 | Austrian Albums Chart       | 36      |
| 2004 | Ultratop Wallonia 50 albums | 74      |
| 2004 | Swiss Albums Chart          | 44      |